# Canal FDR
Canal FDR é uma estação de televisão educativa brasileira de Fortaleza, Ceará, que opera no canal virtual 48.1. Sua sigla vem da sua mantenedora, a Fundação Demócrito Rocha, instituição educacional pertencente ao Grupo de Comunicação O Povo. Sua sede está localizada no prédio da fundação e do grupo, no bairro José Bonifácio, e seus equipamentos transmissores estão no alto do Equatorial Trade Center, na Aldeota.
Inaugurada em 9 de julho de 2007 como TV O Povo, sua programação era inicialmente formada por produções de jornalismo que seguiam a linha do jornal O Povo, de propriedade do grupo, havendo também afiliação à rede pública TV Cultura. No decorrer dos anos a estação passou a exibir programas culturais e educativos, provenientes de parcerias firmadas pela FDR, e depois de, em 2017, substituir a retransmissão da TV Cultura pela do Canal Futura, assumiu oficialmente a vertente educativa com a adoção da atual identificação, em 2020.

## História

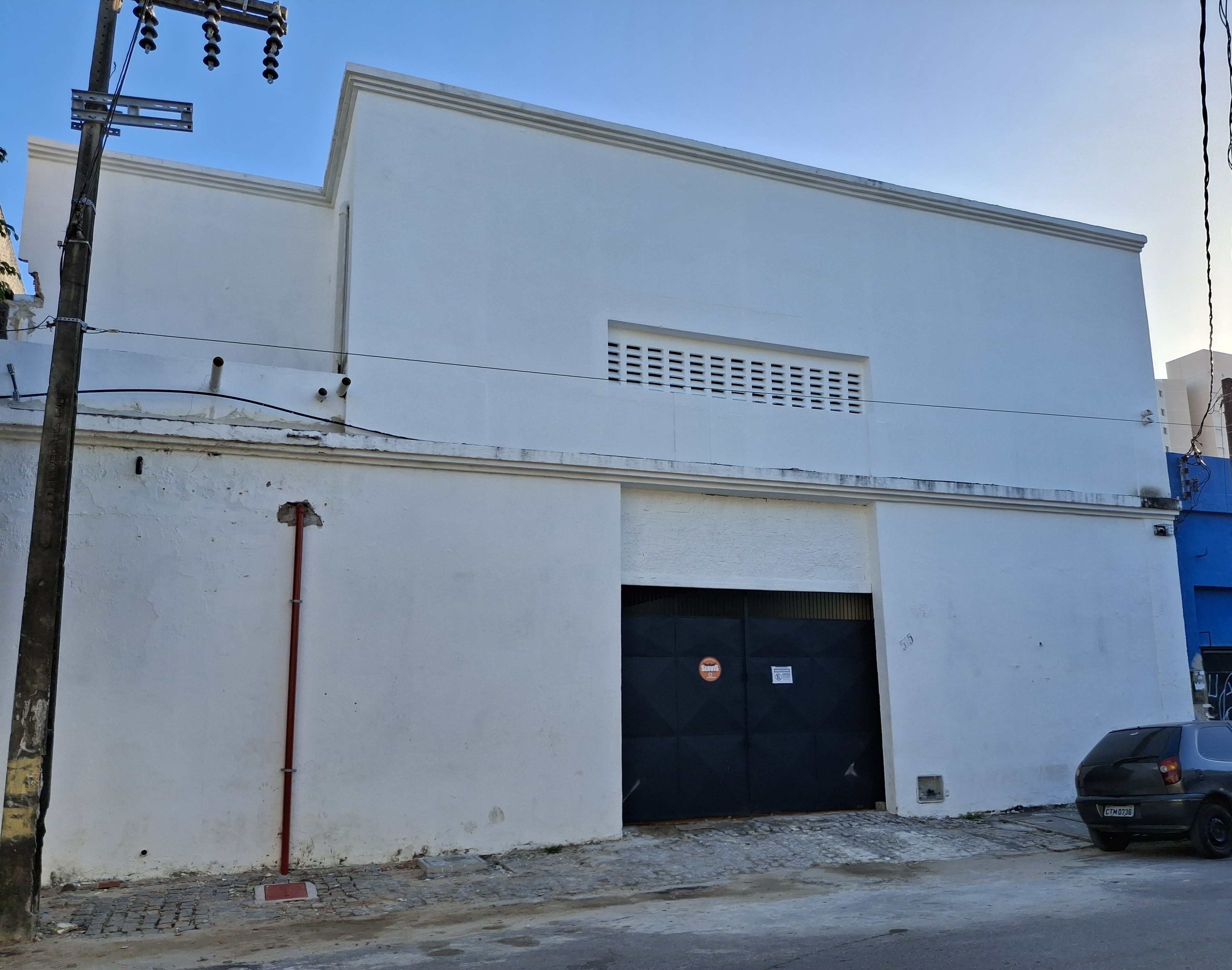
Fachada do espaço que a TV O Povo ocupou entre 2007 e 2013 em foto de 2025

Após o fim da parceria da TV Ceará com a TV Cultura, a programação do canal educativo paulista voltou ao ar em Fortaleza em julho de 2007, com transmissão experimental e expectativa para a estreia da TV O Povo. O canal estreou oficialmente em 9 de julho de 2007. Suas instalações iniciais estavam localizadas na Praia de Iracema, no mesmo bairro onde também concentravam-se as emissoras do Sistema O Povo de Rádio. O projeto para lançar a TV O Povo já vinha sido planejado por Demócrito Rocha Dummar há duas décadas, mas que não foi lançado pela demora em conseguir uma concessão. O primeiro programa projetado para o canal foi o telejornal Grande Jornal, que foi exibido de 9 de julho de 2007 até meados de 2009, quando foi substituído pelo esportivo Grande Jornal de Esportes. Era apresentado, em seu início, por Nilton Jr. Em 2008, o programa passou a ser apresentado também por Alexandra Sousa. Após sua estreia, foram colocados ao ar outros nove programas e planejava outros dois para o ano seguinte.
Posteriormente, o canal passou a investir em conteúdo educativo, realizando parcerias com o Sebrae e a Secretaria de Cultura do Estado do Ceará para a produção de teleaulas. Também fez investimentos em documentários sobre a história do Ceará. Em outubro de 2013, os estúdios e o escritório da emissora, que funcionavam na Praia de Iracema, foram transferidos para a sede do Grupo de Comunicação O Povo na Avenida Aguanambi. Em março de 2015, a TV O Povo fecha parceria com o Esporte Interativo para exibir seus programas esportivos no Esporte Interativo Nordeste, ocorrendo em 23 de março, com a estreia do Futebol do Povo. O programa é encerrado em 11 de dezembro de 2016.

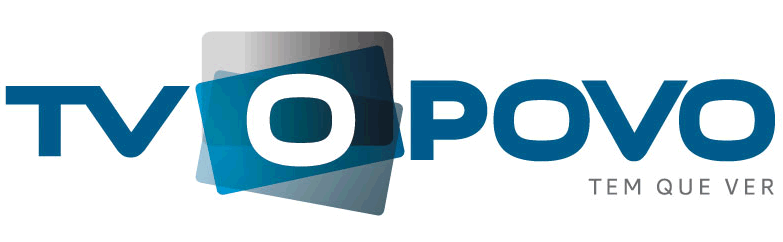
Logotipo da TV O Povo entre 2013 e 2018

Alegando corte de gastos, a TV O Povo cancela sua programação local em 30 de janeiro de 2017. A partir desse dia, somente as reprises de programas gravados continuam sendo exibidos, enquanto que os programas ao vivo e boletins jornalísticos deixam de ser exibidos, sem previsão de retorno. Alguns horários foram substituídos pela exibição dos programas de rede da TV Cultura. Através da ombudsman, a assessoria de imprensa do Grupo de Comunicação O Povo divulgou que o canal passa por reestruturação "por conta da necessidade de se adequar à nova realidade econômica". O diretor-adjunto da redação da TV, Erick Guimarães, esclareceu que o canal "está passando por uma revisão de toda a sua grade de programação local" e afirmou que Trem Bala e Vertical S/A estavam suspensos e que os demais programas estavam sendo reavaliados, podendo haver novas mudanças.

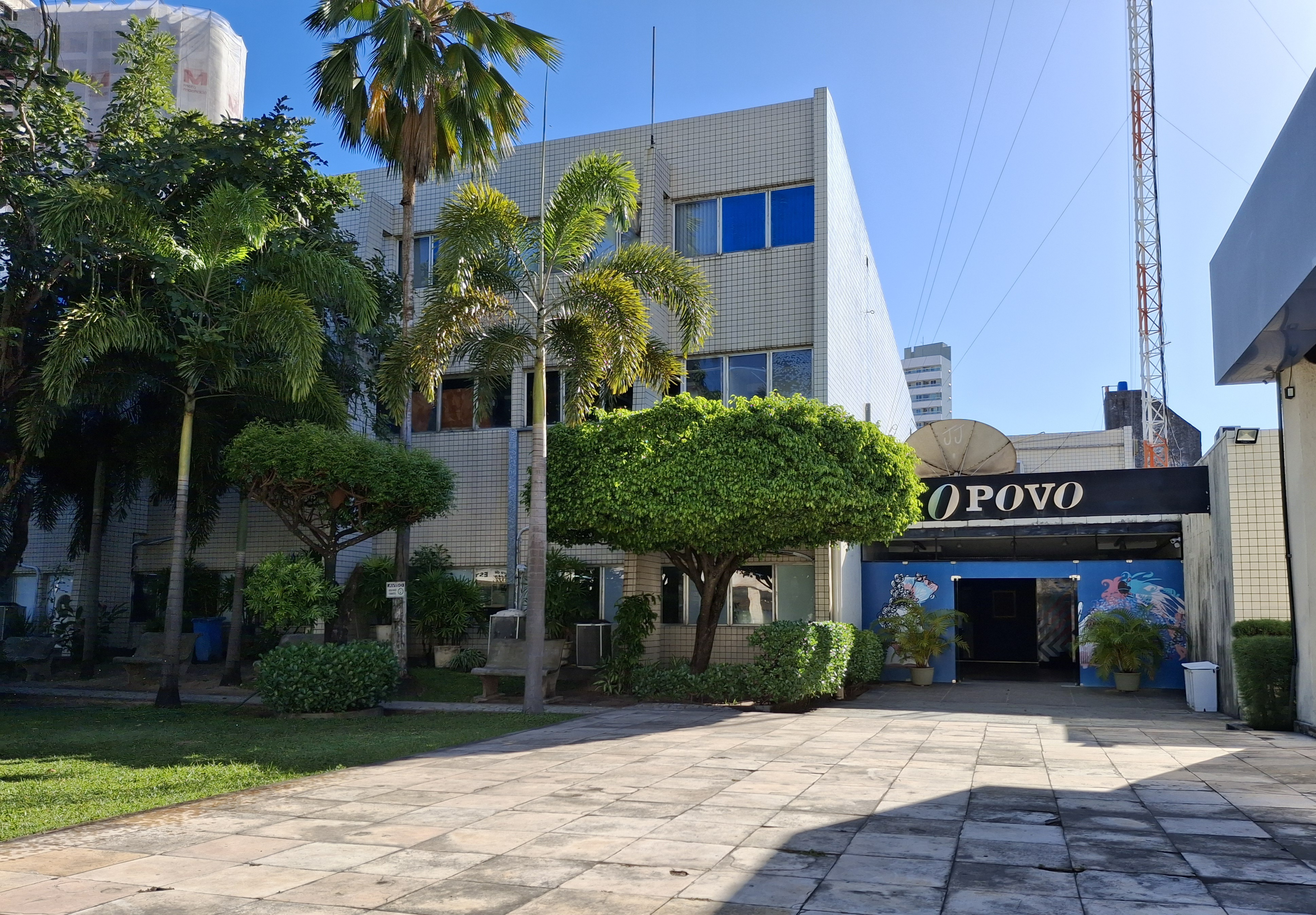
Fachada da sede do Grupo de Comunicação O Povo, onde a estação está sediada desde 2013

Em setembro de 2017, às vésperas do desligamento do sinal analógico de televisão na região metropolitana de Fortaleza que iria ocorrer no dia 27, telespectadores questionaram ao O Povo quando a TV O Povo ativaria sua transmissão em sinal digital, uma vez que ainda não havia uma data prevista, o que chegou a ser pauta interna através de sua ombudsman. Assim, um dia antes do desligamento, o jornal noticiou que a estação seguiria sendo transmitida apenas por canais fechados enquanto a instalação dos equipamentos para a emissão em sinal digital não era concluída. Com testes iniciados em 8 de outubro, o canal digital 47 UHF foi oficialmente lançado no dia 11.
Em 7 de dezembro de 2017, durante a realização do Prêmio Delmiro Gouveia, a presidente do Grupo O Povo Luciana Dummar anunciou a afiliação da estação ao Canal Futura, do Rio de Janeiro, gerido pela Fundação Roberto Marinho, a partir do dia 13. A parceria, celebrada com a presença de dois gestores do canal em Fortaleza, recebeu destaque pela proximidade entre os conteúdos educativos de ambas as emissoras.
Em 9 de novembro de 2020 a TV O Povo passou a ser identificada como Canal FDR. A alegação da mudança foi a de que a marca anterior carregava um direcionamento ao jornalismo, o que não havia na programação, e uma reformulação foi projetada para que o canal "contemplasse explicitamente os propósitos da Fundação Demócrito Rocha, entre eles o de aliar a comunicação com a educação".
Em setembro de 2024, usufruindo do direito de estações de televisão ativarem multiprogramação em seus canais digitais físicos, o Canal FDR colocou no ar o subcanal virtual 48.2, que inicialmente exibiu programas do O Povo produzidos para a Internet. Em 15 de abril de 2025 o canal foi oficialmente lançado com o nome TV O Povo, o que foi classificado pelo jornal como o renascimento da marca. O projeto consiste na veiculação de dez horas diárias de conteúdos do jornal e da Rádio O Povo CBN transmitidos pelo YouTube. À noite há faixas dedicadas a produções da plataforma de streaming O Povo + e de universidades brasileiras, e pela madrugada ocorre a transmissão de filmes cearenses proveniente de uma parceria com a Secretaria da Cultura do Estado do Ceará.